# Augusta University Building
El Augusta University Building, anteriormente conocido como Wells Fargo Building y Georgia Railroad Bank Building, es un rascacielos comercial y financiero en la ciudad de Augusta, situada en el estado de Georgia (Estados Unidos). Después de su finalización, el edificio fue el edificio más alto de Augusta desde 1967 hasta 1976, cuando el Lamar Building lo superó debido a la finalización del ático. Hoy es el tercer edificio más alto de la ciudad. La superficie exterior está realizada íntegramente en vidrio de acero al aluminio.
El Pinnacle Club, un restaurante basado en miembros, ha operado continuamente en los pisos 16 y 17 desde la apertura del edificio en 1967.

## Historia
Fue planeado en 1965 por Georgia Railroad Bank & Trust. Cuando se anunció, la estructura planeaba tener 14 pisos de altura y un costo de 5 millones de dólares. Robert McCreary diseñó el edificio, que se ha descrito como de estilo arquitectónico " miesiano ", en honor al destacado arquitecto Ludwig Mies van der Rohe, que defendió los edificios con cortinas de cristal. El edificio abrió con 170,000 pies cuadrados de espacio. El edificio desplazó al Town Tavern, un restaurante famoso por servir a los golfistas durante el Torneo de Maestros, que se mudó y cerró en 1993.
El edificio fue comprado en 1986 por First Union Bank, que cambió el nombre.
En 2003, el nombre del edificio se cambió a Wachovia Bank Center, convirtiéndolo en la sede oficial de Wachovia en la parte este de Georgia y el área central del río Savannah. En 2008, el nombre se cambió nuevamente a Wells Fargo Building y fue la sede oficial de Wells Fargo en la región de Augusta.
El departamento de salud de la Universidad de Augusta compró los derechos del nombre en 2017 después de arrendar dos pisos.
Parte de la película Agent Game se filmó en el edificio.